# David López Fernández
Jorge David López Fernández (Turón, 23 de abril de 1956) é um ex-futebolista profissional espanhol que atuava como meia.

## Carreira
David López Fernández se profissionalizou no Sporting Gijón.

## Seleção
David López Fernández integrou a Seleção Espanhola de Futebol nos Jogos Olímpicos de 1980, em Moscou.

## Títulos
Sporting Gijón
- Copa del Rey: Vice 1980–81, 1981–82